# Tadínum
Tadínum va ser una ciutat de l'Úmbria. Plini el Vell l'esmenta com a municipi.
Originàriament era un poble dels umbres, conegut com a Tarsina. El van conquerir els romans l'any 266 aC i batejat de nou com Tadinum, era una estació a la Via Flamínia. L'any 217 aC va ser destruït per les tropes d'Hanníbal. Una derrota similar li va ser infligida l'any 47 aC per Juli Cèsar i el 410 pels visigots d'Alaric.
L'any 552, el general romà d'Orient Narses va derrotar el rei ostrogot Baduila en el que ara es coneix com la batalla de Tagines, de la que no es coneix el lloc exacte on va tenir lloc, però molts estudiosos creuen que es trobava a pocs quilòmetres de la ciutat de Gualdo Tadino, a la plana a l'oest en un lloc anomenat Taino. Arrasada l'any 997, Otó III la va reconstruir i li va posar el nom de Gualdum.
Es trobava a prop de les poblacions actuals de Gualdo Tadino i de Nocera Umbra, a l'actual província de Perusa.